# Parmice nachová
Parmice nachová (Mullus barbatus) neboli parmice karmínová je mořská ryba, vyskytující se ve východním Atlantiku, Středozemním a Severním moři. Černé moře obývá poddruh Mullus barbatus ponticus.
Ryba dosahuje délky 20–30 cm. Šupiny mají červené zbarvení, které po smrti mizí. Parmice nachová žije při mořském dně do hloubky 300 m a živí se drobnými bezobratlými živočichy. K vyhledávání kořisti jí slouží citlivé hmatové vousky. Maso parmice je bílé, pevné a chutné, druh je proto předmětem intenzivního průmyslového rybolovu. Parmice byla oblíbená už u starých Římanů: Seneca popisuje, že velkou atrakcí na hostinách bylo sledovat, jak umírající ryba mění barvu. Tehdejší boháči byli ochotni utrácet za parmice nehorázné částky, císař Tiberius kvůli tomu zavedl cenovou regulaci.